# Coś więcej
Coś więcej – opowiadanie Andrzeja Sapkowskiego o wiedźminie ze zbioru Miecz Przeznaczenia.
Fabułę opowiadania wykorzystał Michał Szczerbic w scenariuszu 13 odcinka serialu Marka Brodzkiego Wiedźmin. Geralta zagrał w nim Michał Żebrowski, Jaskra Zbigniew Zamachowski, Ciri Marta Bitner, a Yurgę Jarosław Gruda.

## Bohaterowie
W opowiadaniu występują:
- Geralt z Rivii – wiedźmin.
- Yurga – kupiec uratowany przez Geralta.
- Cirilla (Ciri) – księżniczka Cintry, dziecko przeznaczenia Geralta, zwana „Lwiątkiem z Cintry”.
- Visenna – czarodziejka, matka Geralta.
- Złotolitka – żona Yurgi.
- Jaskier – bard i poeta, zakochany w piwie i pięknych kobietach, bawidamek, przyjaciel Geralta.
- Calanthe – królowa Cintry, babka Ciri, zwana „Lwicą z Cintry”.
- Yennefer z Vengerbergu – czarodziejka, ukochana Geralta.

## Fabuła
Po upadku Cintry Geralt wędruje po Brugge w poszukiwaniu zajęcia. Na moście na środku uroczyska spotyka kupca Yurgę, który wracał właśnie z towarem do domu. Spieszył się, więc wybrał krótszą drogę przez owiane złą sławą uroczysko. Cmentarzysko po wojnie Nilfgaardu z Nordlingami owiane było złą sławą upiorów, które się na nim zalęgły. Ludzie Yurgi, przerażeni, uciekli. Sam Yurga jednak nie chciał zostawiać towaru i poprosił Geralta o pomoc. Ten zgodził się, pod warunkiem, że kupiec da mu coś, co już ma, a czego się nie spodziewa. Kupiec obiecał, więc wiedźmin stanął do walki z ghulami, które pojawiły się w rejonie mostu po zmroku. Poraniły go one dotkliwie, ale zostawiły kupca w spokoju. Yurga wziął nieprzytomnego wiedźmina na wóz i wraz ze swoimi ludźmi, którzy wrócili po niego, zabiera go ze sobą.
Wiedźmin był poważnie ranny. By uśmierzyć ból wziął wiedźmińskie środki przeciw ranom, a także halucynogenne. W swoich wizjach widzi Yennefer, w czasie odległego o sześć lat Belleteyn. Czarodziejka doradziła mu wtedy wyjazd do Cintry. Następnie przypomniał sobie swoją wyprawę do Cintry po swe dziecko przeznaczenia. Od Myszowora dowiedział się, że Pavetta i Duny zginęli na morzu Królowa Calanthe poprosiła Geralta, by zostawił jej to dziecko, bo tylko ono jej zostało. Wiedźmina ruszyło sumienie i zgodził się. Nie chciał nawet widzieć tego dziecka. Calanthe miała jednak pewne wątpliwości. Bo jeżeli przeznaczenie nie jest mitem, to czy może się zemścić?
Rany Geralta nie goiły się i konieczne było sprowadzenie czarodziejki, czy też uzdrowicielki. Do rannego wiedźmina przybyła Visenna. Geralt rozpoznał w niej swoją matkę. Zapytał ją, dlaczego go porzuciła, lecz czarodziejka uśpiła go zaklęciami i leczyła. Następnego dnia opuściła syna, gdy był już całkowicie zdrowy. Yurga zabrał Geralta do swego domu. Po drodze minęli Wzgórze Sodden. Geralt przypomniał sobie swoje spotkanie z Jaskrem nad Jarugą. Trubadur opowiedział mu wówczas o napaści cesarstwa Nilfgaardu na Cintrę, o śmierci Calanthe i zaginięciu Ciri. Mówił również o drugiej bitwie pod Sodden, gdzie wojska królestw Nordlingów położonych nad Jarugą, pokonały Nilfgaard.
Pewien czas później stoczono drugą bitwę o Wzgórze. W bitwie tej walczyło dwudziestu dwóch czarodziejów, czternastu z nich poległo. Pochowano ich pod Sodden, a imiona zapisano na kamieniu. Wiedźmin, stojąc na Wzgórzu, miał widzenie. Widział Śmierć. Geralt obawiał się, że wśród poległych była Yennefer, w wyniku czego, mimo iż nigdy nie bał się śmierci przeraził się, tym, że nigdy już nie spotka ukochanej. Jego obawy były jednak płonne.
Geralt i Yurga dojechali wreszcie do domu kupca. Kupiec wyjaśnił Geraltowi, że jego żona, Złotolitka, nie może mieć więcej dzieci. Mimo wszystko miał on dwóch synów i chciał jednego z nich oddać na wiedźmina. Złotolitka niezwykle ucieszyła się z powrotu męża. Okazało się, że podczas jego nieobecności adoptowała dziewczynkę od druidów, którzy po wojnie rozdawali dzieci ludziom. Ową dziewczynką okazuje się być Ciri. Wiedźmin i księżniczka rozpoznają się. Ciri rzuca się mu na szyję i prosi, by zabrał ją ze sobą. Geralt zgadza się. Okazało się bowiem, że dziewczynka jest dla niego, jak rzekł wiedźmin, „czymś więcej” niż tylko przeznaczeniem.